# Onicofagie

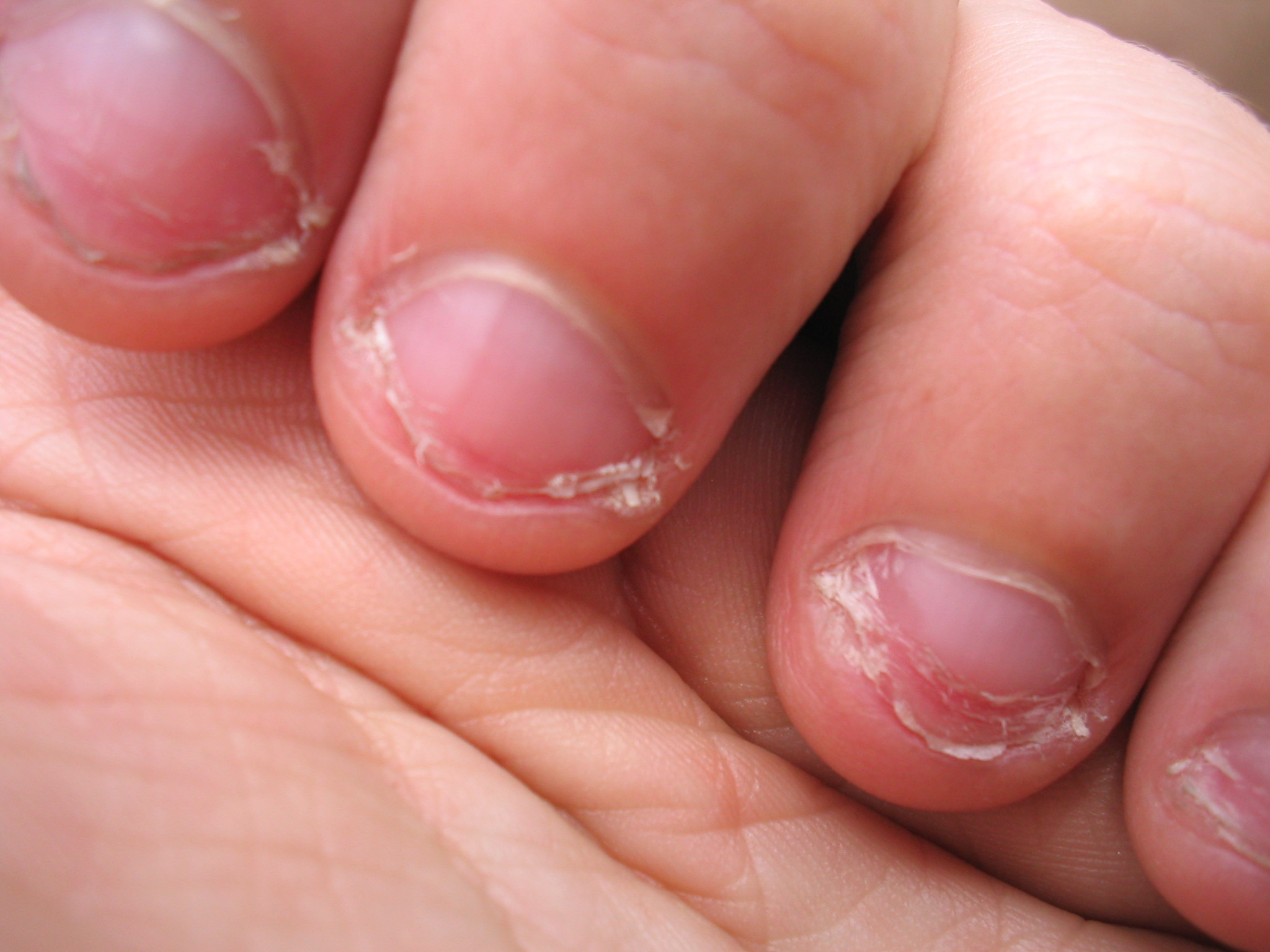
Onicofagia extremă.

Onicofagia (din greacă ονυξ onyx, 'unghie' și φαγειν phagein, 'a mânca') sau roaderea unghiilor, este un obicei compulsiv oral (uneori descris ca o activitate parafunctional) la copii si adulți. Este o condiție de natură psihologică, și, ca atare, este nevoie interventia unui specialist. Persoana cu onicofagia poate ajunge la extremul de a mânca unghia până la eliminarea ei, lăsând doar pielea. Acest comportament poate fi manifestat pentru unghiile tuturor degetelor.

## Epidemiologie
Deși în multe cazuri persistă la vârsta adultă, cea mai mare incidență de acest obicei prost apare în pubertate. Este mai frecventă la bărbați decât la femei, și apare cu următoarea frecvență:
- 44-45% adolescenți
- 28% al 33% copii între 5 și 10 ani
- 19% al 29% tineri adulți
- 5% persoane în vârstă.

## Efectele negative
Rosul unghiilor poate duce la transportul de germeni care se ascund sub unghii la gură sau invers, ceea ce duce la umflarea degetelor și în cazuri extreme, de asemenea, oferă o imagine proastă pentru oameni, pentru că mâinile cu unghii mâncate au o prezentare foarte urâtă, deoarece poate duce la puroi.
Vicioșii ce mănâncă unghii ar putea fi tentați să mănânce, nu numai acest lucru, dar, de asemenea,  cuticula și piele din jurul acestora, provocând astfel leziuni care pot suferii infecții și microbi virale. Uneori, unghiile pot ajunge la un punct în care nu vor mai crește, iar degetul va suferi efectul de lărgire.
Pielea sau unghiile deteriorate poate duce la anxietate cu privire la aspectul mâinilor, producând astfel un cerc vicios („feedback-ul sau feedback-ul!), care perpetuează comportamentul.
Obiceiul cronic de roaderea a unghiilor este dăunătoare pe termen lung pentru smalțul dinților, crescând probabilitatea de carii în zonele afectate.